# アレキサンダー・ケクリス
アレキサンダー・ケクリス（Alexander S. Kechris, 1946年5月23日 - ）はギリシャの論理学者。カリフォルニア工科大学教授。
1969年にアテネ国立工科大学電気機械工学科を卒業、1972年にカリフォルニア大学ロサンゼルス校で数学の博士号を取得。2003年にボレル同値に関する業績によってグレゴーリー・ヒョースとともに論理学において最高とされるキャロル・カープ賞を受賞。

## 主要な受賞歴
- 2003年 - 記号論理学会キャロル・カープ賞